# Vladimir Gundarcev
Vladimir Il'ič Gundarcev (in russo Владимир Ильич Гундарцев?; Satka, 13 dicembre 1944 – Mosca, 25 novembre 2014) è stato un biatleta sovietico.

## Palmarès

### Olimpiadi invernali
- Oro a Grenoble 1968 nella staffetta 4x7,5 km.
- Bronzo a Grenoble 1968 nei 20 km individuali.

### Mondiali
- Oro a Zakopane 1969 nella staffetta 4x7,5 km.
- Bronzo a Garmisch-Partenkirchen 1966 nei 20 km individuali.